# ヴィクトル・イワノフ
ヴィクトル・ペトローヴィチ・イワノフ（ロシア語: Ви́ктор Петро́вич Ивано́в、ラテン文字転写の例：Viktor Petrovich Ivanov、1950年5月12日 - ）は、ロシアの政治家。ウラジーミル・プーチン政権で大統領補佐官や連邦麻薬取締庁長官を務めた。プーチン政権とともにロシア政界に台頭した「シロヴィキ」と言われる旧ソ連国家保安委員会（KGB）など治安当局や軍の出身者を中心とする武闘派の総帥と言われる。

## 経歴
1950年5月12日、ロシア・ソビエト連邦社会主義共和国のノヴゴロドで軍人の家庭で生まれる。1974年、無線通信専攻でレニングラード電気技術大学を卒業する。大学卒業後、軍務に就く。兵役終了後、科学生産合同「ヴェクトル」に勤務するが、この時にKGBのエージェントとなったと言われる,。
1977年、KGBレニングラード支局に勤務。1978年、KGB高等課程を修了。レニングラード支局時代にプーチンと知り合う。1987年から1988年までアフガニスタンで活動。ムジャヒディンとの戦闘にも参加している。1988年にレニングラードに戻り、密輸対策課長としてKGBレニングラード州局に勤務した。
ソ連崩壊後も治安関係の仕事をしていたが、転機が訪れたのが1994年で、サンクトペテルブルク第一副市長となったプーチンの推薦で市の行政府に勤務するようになる。サンクトペテルブルクでは管理部長などを務めたが、1996年の市長選挙で現職のアナトリー・サプチャークが、第一副市長だったウラジーミル・ヤコブレフによもやの敗北を喫し、これを機会にイワノフも市行政府を退職。転職し、株式会社テレプリュス総支配人を務める。
1998年、サプチャーク市長が敗北したため、同様にサンクトペテルブルクを去っていたプーチンが連邦保安庁（FSB）長官に就任。プーチンは、再びイワノフを誘い、FSB内査局長に就任する。以後、1999年プーチンの首相就任に伴い、FSB次官/経済保安部長となる。同年12月31日にプーチンが大統領代行に就任すると、人事担当の大統領府副長官に就任し、KGBのプリマコフ派を更迭した。2004年3月、大統領補佐官に任命される。大統領府副長官のイーゴリ・セーチンと並び、シロヴィキの代表とされた。なお、イワノフは、2004年10月2日に日本政府の招待で来日している。
2008年5月にメドヴェージェフ政権が発足すると、連邦麻薬取締庁長官に就任し、2016年まで長官を務めた。

## パーソナル
妻帯、1男1女を有する。「武勲に対する」メダルを受賞。